# Kommando
Els Kommandos, dins l'univers concentracionari dels nazis, eren o bé un petit camp de concentració que depenia d'un de principal (per exemple, seria el cas de Gusen que era un Kommando de Mauthausen), o bé escamots de presidiaris que treballaven a l'exterior d'un camp i eren anomenats kommandos de treball.